# 瓊·蘇瑟蘭
琼·阿尔斯顿·萨瑟兰女爵士，OM，AC，DBE（英語：Dame Joan Alston Sutherland，1926年11月7日—2010年10月10日），澳大利亞歌劇女高音歌唱家，也是引發1950至1960年代間美聲歌劇復興的重要人物。萨瑟兰曾被卢西亚诺·帕瓦罗蒂称作“世纪最佳嗓音”。